# Los Glaciares nationalpark

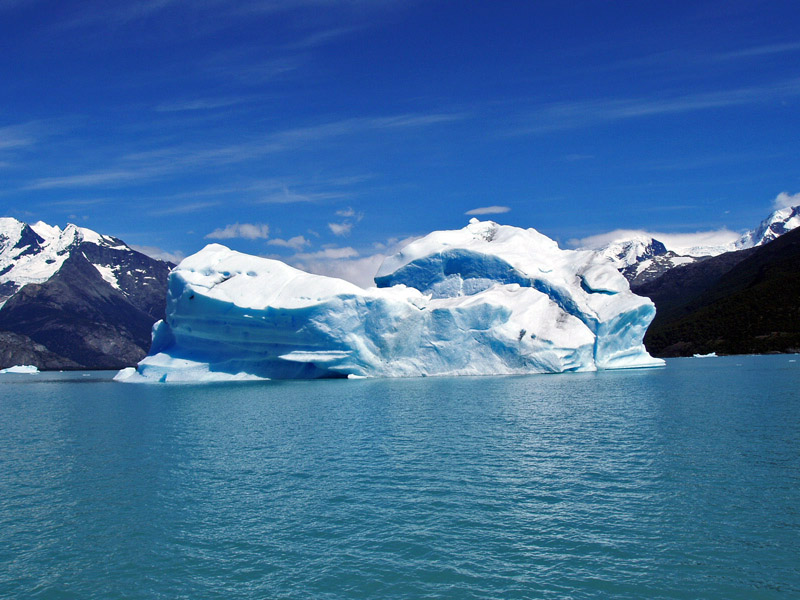
Isberg vid Lago Argentinos norra arm

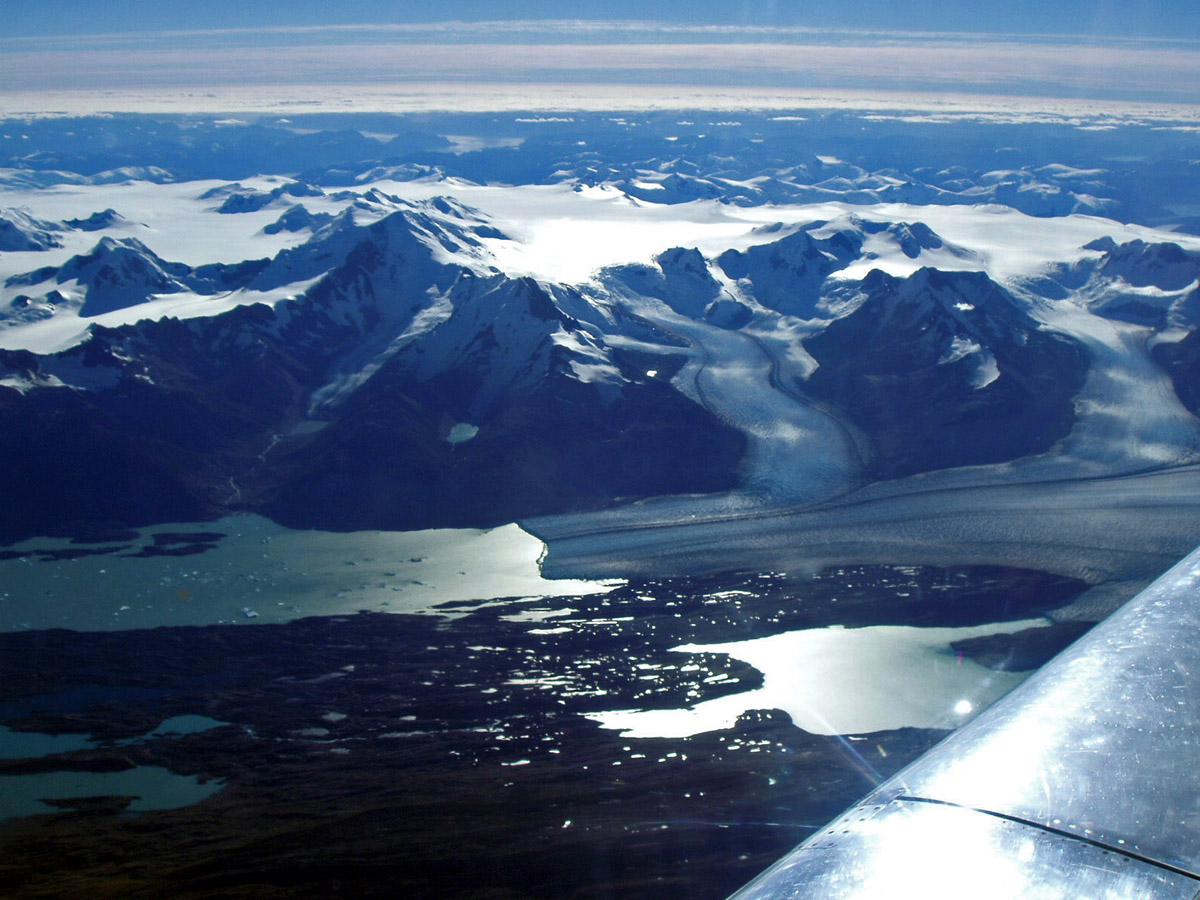
Flygbild över graciären Upsala

Del av glaciären Spegazzini rasar ner i sjön

Los Glaciares (spanska for "glaciärerna") är en nationalpark i provinsen Santa Cruz, i den argentinska delen av Patagonien. Det omfattar en areal av cirka 6 000 km². Nationalparken med glaciärerna togs 1981 upp på Unescos världsarvslista.
Nationalparken, som grundades 1937 kan delas upp i två delar. Den norra delen består av Lago Viedma och ett antal berg som är populära bland klättrare och vandrare, däribland Cerro Chaltén (även kallat Fitzroy-massivet) och Cerro Torre.
Den södra delen, som utgör huvuddelen av parken, består av tre stora glaciärer (Perito Moreno, Upsala och Viedma) och ett antal mindre. Dessa flyter ner mot de två sjöarna Lago Argentino och Lago Viedma. Båda dessa sjöar ligger bara delvis inom nationalparkens område.
Los Glaciares är ett viktigt besöksmål för internationella turister. Turer utgår från byn El Calafate vid sjön Lago Argentino.
Torres del Paine nationalpark ansluter till Los Glaciares på den chilenska sidan av nationalparken.